# Macoruca
Macoruca est l'une des cinq paroisses civiles de la municipalité de Colina dans l'État de Falcón au Venezuela. Sa capitale est El Moyepo.

## Géographie

### Hydrographie
Au sud de la capitale El Moyepo, se trouve le lac de Macoruca.

### Démographie
Hormis sa capitale El Moyepo, la paroisse civile comporte plusieurs localités dont :
- Camarito
- El Calvario
- El Dividive
- El Moyepo
- El Tambor
- La Guadalupe
- Río Chico
- San Joaquín